# László Somfai
László Somfai (* 15. August 1934 in Jászladány) ist ein ungarischer Musikwissenschaftler.

## Leben
Somfai ist Schüler von Dénes Bartha und Bence Szabolcsi. Von 1958 bis 1962 war er Mitarbeiter der Ungarischen Nationalbibliothek, von 1972 bis 2005 leitete er das Bartók-Archiv. Gegenwärtig arbeitet er an einer kritischen Ausgabe der Werke des Komponisten; die Nummern des von ihm erstellten Werkverzeichnisses tragen die Bezeichnung BB.  Daneben unterrichtete er von 1969 bis 2005 an der Franz-Liszt-Musikakademie. Von 1997 bis 2002 war er Präsident der International Musicological Society.
1997 wurde er in die American Academy of Arts and Sciences und 1998 in die British Academy gewählt. Er ist Mitglied der Ungarischen Akademie der Wissenschaften.

## Publikationen
- Joseph Haydn. Sein Leben in zeitgenössischen Bildern. Gesammelt, erläutert und mit einer Ikonographie der authentischen Haydn-Bildnisse versehen. Bärenreiter, Kassel u. a. 1966.
- Béla Bartók. Composition, concepts and autograph sources (= The Ernest Bloch Lectures. Bd. 9). University of California Press, Berkeley CA u. a. 1996, ISBN 0-520-08485-3.